# Милан Мартић
Милан Мартић (Жагровић, 18. новембар 1954) је бивши полицијски инспектор, српски политичaр и председник Републике Српске Крајине.
Од 1991. до августа 1995. године је имао неколико важних позиција у САО Крајини и влади РСК. Међу важнијим позицијама које је имао истичу се: министар одбране САО Крајине, заменик команданта територијалне одбране, министар унутрашњих послова, а фебруара 1994. године постао је председник РСК.
Прeдао се Хашком трибуналу 2002. године, а 2007. је осуђен на 35 година затвора. Тренутно је у затвору у Естонији.

## Биографија

### Рани живот
Милан Мартић рођен је 18. новембра 1954. године у селу Жагровић, код Книна, од оца Николе, радника, и мајке Јелене, домаћице. Радио је од 1976. до 1981. године као полицајац у Секретаријату унутрашњих послова у Шибенику, а од 1982. је радио као полицијски инспектор у Книну. После неког времена, постао је шеф полицијске станице у Книну. Завршио је Вишу школу за унутрашње послове у Загребу и тиме стекао VI степен стручне спреме и занимање криминолог, 30. септембра 1986. године.

### Ратни сукоби у Хрватској
После победе на изборима (у априлу и мају 1990) у Хрватској, Хрватска демократска заједница (ХДЗ) и њен вођа Фрањо Туђман радили су на одвајању Хрватске од СФРЈ и покушавали да умање политички значај Срба у Хрватској. У том циљу, Сабор Хрватске усвојио је 22. децембра 1990. измене Устава Републике Хрватске, у коме је Србима одузето право сувереног народа, а проглашени су за националну мањину. Од доласка на власт Туђмана део Срба у Хрватској, а међу њима и Милан Мартић страховали су да Туђман и ХДЗ обнављају усташку Независну Државу Хрватску. Због тога, од средине 1990. Милан Мартић и Срби полицајци из Книна нису желели да признају власт Туђмана и ХДЗ-а, а стварали су српску милицију у Книнској крајини. У децембру 1990. Срби у Книнској крајини прогласили су Српску аутономну област Крајину, а 29. маја 1991. Милан Мартић проглашен је за министра унутрашњих дела у влади САО Крајине.
Као министар Републике Српске Крајине у јуну и јулу 1992. водио је једну јединицу у операцији Коридор 92 и после повратка у Републику Српску Крајину унапређен је у чин генерал-пуковника од стране председника Републике Српске Крајине Горана Хаџића.
На месту министра унутрашњих дела САО Крајине, а од децембра 1991. Републике Српске Крајине Милан Мартић је остао до почетка 1994. Тада је победио на изборима за председника Републике Српске Крајине и постао њен председник.
У марту 1995. пред доношење нове резолуције СБ о РСК, Милан Мартић је послао поруку Савету безбедности УН у којој је тражио да се спречи изгласавање резолуције која би третирала Републику Српску Крајину као део Хрватске, јер ће то омогућити Хрватској да изврши геноцид над Србима у РСК.
Када је отворен саобраћај на аутопуту Братства и јединства, то је довело до међунационалних сукоба и убиства једног Србина на територији Нове Градишка, под контролом Хрвата 28. априла 1995. године, а уследила су убиства још неколико Хрвата на територији РСК. Због тога, по одобрењу председника РСК Милана Мартића затворен је за саобраћај на аутопуту, али Хрватска је војно напала 1. маја 1995. подручје Окучана и Западне Славоније у Републици Српској Крајини, преко кога је прелазио аутопут. У време тог напада, 2. маја 1995. Милан Мартић је наредио да се гранатира Загреб са неколико ракета, али то није зауставило напад Хрвата.
Убрзо после протеривања Срба са подручја Окучана и Западне Славоније, 4. августа 1995. почео је већи напад Хрватске на Републику Српску Крајину, а председник Милан Мартић донео је одлуку да нареди извлачење цивилног становништва из Републике Српске Крајине испред хрватске војске и полиције.
Након пада Републике Српске Крајине, Мартић и велики део војске и цивила избегли су у Бањалуку. У почетку се причало да је Мартић или погинуо или рањен. Није дао никакву изјаву неколико дана.
Мартић се затим огласио и објавио план герилског ратовања који би „трајао до коначне слободе Републике Српске Крајине”. Мартић је рекао у саопштењу:
„Након трагедије која је задесила српски народ Крајине, ситуација се полако консолидује. У Бањалуци смо формирали кризни штаб који води председник крајишког парламента Рајко Лежаић. Циљ штаба је брига о избеглицама. Преузео сам на себе задатак да консолидујем распуштену војску и припремим је за борбу. Очекујем да ће се многи од ових војника – они који нису кукавице – вратити и покушати да ослободе своје вековно огњиште и дати Туђману ударац који заслужује.”— Милан Мартић
Од најављеног оснивања Ослободилачке војске РСК међутим није било ништа.

### Суђење у Хагу
Мартић је првобитно оптужен од стране Међународног кривичног трибунала за бившу Југославију у Хагу 25. јула 1995. године. Једно време се скривао од испоруке Хашком трибуналу, под именом Драган, у једној кући у селу Петина, код Крушевца. Предао се 15. маја 2002. године и истог дана је испоручен трибуналу у Хагу.
Хашки трибунал га је 12. јуна 2007. године осудио на 35 година затвора. Мартић је проглашен кривим за „прогон, убиства, притварање, мучење, нехумана дела, окрутно поступање, нападе на цивиле, депортације и присилно премештање несрпског становништва, безобзирно разарање насеља и верских објеката и пљачку имовине Хрвата и Бошњака у РСК, Цазинској крајини и Загребу”.
Казну издржава у затвору у Естонији.

## Приватни живот
У браку је са Зорком од 1979. године. Има сина Душка.